# ジェシー・ジャクソン
ジェシー・ジャクソン（Jesse Louis Jackson,Sr.、1941年10月8日 - ）は、アメリカの公民権運動家、バプティスト派の牧師、政治家。1984年と1988年にアフリカ系アメリカ人として初めて大統領候補に指名され、1991 年から1997 年まで コロンビア特別区の影の上院議員を務めた。 民主党の候補者として、社会正義、人権、経済平等などの問題に取り組み、アフリカ系アメリカ人や少数派の権利を擁護し、反戦運動や環境保護運動にも参加した。国際的な人権・市民権組織「虹の連合」を設立した。

## プロフィール

### 運動家
サウスカロライナ州グリーンヴィルでアフリカ系アメリカ人の両親の元に生まれた。1960年代の公民権法施行後にアフリカ系アメリカ人のための市民権拡大の活動家となり、マーティン・ルーサー・キング・ジュニアなどと親交を持った。

### 大統領候補
ジャクソンは1984年アメリカ合衆国大統領選挙に民主党の大統領候補の指名を得るための予備選挙に立候補し、ウォルター・モンデールとゲーリー・ハートに次ぐ3位の得票数を得た。ジャクソンの狙いは選挙に向けて黒人を動員することで、黒人の政治参加を高め、それを通じて黒人の影響力拡大をはかることにあった。ノースカロライナ州の民主党党大会に出席した代議員に絞って実施された調査では、白人の代議員の多くはジャクソンの立候補が党の支持拡大に資すると考えつつ、しかし自身は他の候補に投票するという行動をとったという。
1988年アメリカ合衆国大統領選挙では民主党のマイケル・デュカキス候補に次ぐ第2位の得票数を獲得し、「民主党の副大統領候補」とも言われたが、後にデュカキスによってこれは否定された。

## その他
2012年にアディダスが発売しようとした「足かせ」付きスニーカーについて「黒人がひとりの人間とみなされなかった不名誉な歴史を商品化しようとする試みは不愉快でおぞましく、無神経だ」との声明を発表している。2015年8月には、ロンドンにある在英エクアドル大使館を訪れ、ウィキリークスの創設者であるジュリアン・アサンジと報道陣の前で握手を交わした。
2017年11月17日、ジャクソンはパーキンソン病と診断されていたことを発表した。